# R. Tucker Abbott
Robert Tucker Abbott (28 de septiembre de 1919-3 de noviembre de 1995) fue un conquiliólogo y malacólogo estadounidense autor de más de 30 libros sobre Malacología.
Abbott fue uno de los más prominentes conquiliólogos de su tiempo y llevó la Conquiliología al público con sus trabajos American Seashells (en castellano, Conchas de Estados Unidos), 1974, Seashells of the World (en castellano, Conchas del mundo), 1962, and The Kingdom of the Seashell (en castellano, El reino de las Conchas), 1972. Fue un miembro activo de la American Malacological Union (en castellano, Unión Malacológica Americana) y de la Conchologists of America (en castellano, Conquiliólogos de América).

## Reseña biográfica
Tucker Abbott nació en Watertown, Massachusetts el 28 de septiembre de 1919. Su interés por las conchas comenzó tempranamente, las recolectaba cuando era un niño y comenzó un museo con un amigo desde sus comienzos. Se graduó en la Universidad Harvard en 1942.
Durante la Segunda Guerra Mundial, fue primero un piloto de bombardero naval y después trabajó para la Unidad de Investigación Médica, realizando sus investigaciones sobre la esquistosomiasis. Documentó el ciclo de vida del Schistosoma en el Oncomelania, un pequeño caracol marrón de agua dulce que estudió en los campos de arroz del valle del Yangtze, así como estudios sobre el caracol de agua dulce Thiara granifera cuyos resultados fueron publicados e 1952 por Museo Nacional de Historia Natural.
Después de la Segunda Guerra Mundial, trabajó en el Museo Nacional de Historia Natural, Smithsonian Institution (1944-1954) como Ayudante de Conservador y Conservador Asociado del Departamento de Moluscos. Durante este tiempo, consiguió su Máster y Doctorado en la Universidad George Washington y escribió su primera edición de American Seashells. En ese momento se fue a la Academia de Ciencias Naturales en Filadelfia. Fue catedrático del Departamento de Moluscos y obtuvo la Cátedra Pilsbry de Malacología. En 1969, Abbott aceptó la Cátedra duPont de Malacología en el Museo de Historia Natural de Delaware. También encabezó el Departamento de Moluscos y fue Ayudante de Director. Entre los años de 1968 a 1985 fue el editor de la reconocida revista malacológica The Nautilus.
Fue Director Fundador del Museo de Conchas Bailey-Matthews en la Isla Sanibel hasta su muerte, de enfermedad pulmonar, 3 de noviembre de 1995. Está enterrado en el Cementerio Nacional de Arlington.

## Algunas publicaciones
- 1944 : "The genus Modulus in the Western Atlantic". Johnsonia, 1:1-8. 14. 16 de octubre
- 1950 : "Snails invaders". Natural Hystory, 59:80-85 Publicada por Natural History Museum of New York
- 1952: "A study of an intermediate snail host (Thiara granifera) of the Oriental Lung fluke (Paragonimus)". Proc. of United States National Museum, 102(3292):71-116
- 1952 : "Two new opisthobranch mollusks from the Gulf of Mexico belonging to the genera Pleurobranchaea and Polycera". Florida State University Studies, 7:1-7, pls. 1,2. Papers from the Oceanographic Institute
- 1954 : "American Seashells". D. Van Nostrand Company Inc. xiv + 541 p. N.York
- 1954 : "The habits and occurrence of the nudibranch, Armina tigrina, in southeast United States". Nautilus, 67:83-86
- 1955 : "Anatomy of the Venezuelan gastropod, Doryssa kappleri". Nautilus, 69(2):144-146
- 1955 : "Introducing seashells; a colorful guide for the beginning collector" (Van Nostrand, New York)
- 1958 : "The marine mollusks of Grand Cayman Island, British West Indies" (Filadelfia)
- 1961 : Con: Warmke, Germaine L. "Caribbean Seashells". Livingston Publishing Company. Narbeth. Pennsylvania
- 1961 : "How to know the American marine shells" (New American Library, New York)
- 1962 : "Sea Shells of the World: A Guide to the Better-Known Species A Golden Nature Guide". Golden Press 160pp.[6]
- 1968 : "American seashells, the marine Mollusca of the Atlantic and Pacific coasts of North America" (Van Nostrand — reeditado en 1974)
- 1968 : "Seashells of North America, a guide to field identification". Golden Press 280pp ISBN 0-307-13657-4[7]
- 1968 : "The Shell". Publisher: Harry N. Abrams Inc. 188 pp.
- 1972 : Con Hugh Stix, Marguerite Stix. "The shell; five hundred million years of inspired design" ISBN 0-345-02689-6
- 1972 : "Kingdom of the seashell". Crown Publishers, Inc. 256pp.[8]
- 1974 : "American Malacologists. A National Register of Professional and Amateur Malacologists and Private Shell Collectors and Biographies of Early American Mollusk Workers Born Between 1618 and 1900", American Malacologists (Falls Church, Virginie) : iv + 494 p. ISBN 0-913792-02-0
- 1974 : "American Seashell". 2ª ed. Van Nostrand Reinhold Co. ISBN 0-442-20228-8[9]
- 1974 : "Au Royaume des coquillages". Edition des deux coqs d'or, 255 pp.
- 1975 : "American Malacologists, 1973-1974 ". Ed.: Am. Malacologists, Inc. ISBN 9780915826001
- 1976 : "Sheashells" (Bantam, Londres, Toronto)
- 1976 : "Shells in Color". Penguin Books. 112 pp. ISBN 0-14-004237-7[10]
- 1987 : "New fishy home for mollusks". Conchol. Am. Bull. 15 (1): 8
- 1987 : "Why moon-struck snails face east". Conchol. Am. Bull. 15 (1): 4
- 1989 : Shells. Portland House. 160pp. ISBN 0-517-68850-6[11]
- 1989 : Compendium of Landshells. American Malacologists, Burlington MA. 242 pp.
- 1990 : The pocket guide to the seashells of the Northern hemisphere (Dragon’s World)
- 1982 : Con: Stanley Peter Dance (1932-), Compendium of seashells: a color guide to more than 4,200 of the world’s marine shells. E.P. Dutton, New York — reeditado por Letts, Londres, 1991
- 1991 : Seashells of the Northern hemisphere (Dragon’s World, Limpsfield)
- 1991 : Seashells of Southeast Asia (Tynron Press, Thornhill)
- 1991 : Sea Shells of the World: A Guide to the Better-Known Species (1991 Scholars Edition). Golden Press. 160pp. ISBN 0-307-24410-5
- 1993 : Seashells of Great Britain & Europe (Dragon’s World, Limpsfield)
- 1995 : Con: Percy A. Morris. Shells of the Atlantic & Gulf Coasts:& the West Indies. Houghton Mifflin: Peterson Field Guides. Fourth Edition. 350pp. ISBN 0-395-69780-8[12]

## Honores

### Eponimias
Especies en honor de R. Tucker Abott
- Conus abbotti,  Clench, 1942[13]
- Opalia abbotti, Clench & Turner, 1952[14]
- Odostomia abbotti, Olsson & McGinty, 1958[15]
- Volvarina abbotti, De Jong & Coomans, 1988
- Latirus abbotti, Snyder, 2003[16]

- La abreviatura «R.Tucker» se emplea para indicar a R. Tucker Abbott como autoridad en la descripción y clasificación científica de los vegetales.[17]